# 血管内皮生长因子
血管内皮生长因子（英文：vascular endothelial growth factor，簡稱：VEGF），早期亦稱作血管通透因子（英文：vascular permeability factor，簡稱：VPF)，是對血管內皮細胞具有特異性的肝素結合生長因子（heparin-binding growth factor），可在體內誘導血管新生（induce angiogenesis in vivo）。
人的VEGF蛋白是於1989年由美國的兩間生物科技公司分別成功純化與鑑定，並克隆與測定了其基因序列，證明VPF與VEGF是同一基因編碼的同一蛋白。VEGF有六個等型（isoforms）：VEGF-A, -B（包括VEGF-B167以及VEGF-B186）, -C, -D, 及-E；其分子量從35至44kDa不等，每個等型特異性地與三個「血管內皮生長因子受體」（VEGFR-1, -2, 及-3)的特定組合相結合。其中每种因子作用各不相同，但都与促进血管及淋巴管等人体脉管的生成与分化相关。
VEGF是高度保守的同源二聚体糖蛋白。二条分子量各为24kDa的单链以二硫键组成二聚体。人类VEGF-A化学式为：C3882H6196O1258N1208S52。VEGF分解的单体无活性，去除N 2糖基对生物效应无影响，但可能在细胞分泌中起作用。由于mRNA不同的剪切方式，分别产生出VEGF121、VEGF145、VEGF165、VEGF189、VEGF206等至少5种蛋白形式，其中VEGF121、VEGF145、VEGF165是分泌型可溶性蛋白，能直接作用于血管内皮细胞促进血管内皮细胞增殖，增加血管通透性。

## 正常生理作用
正常组织内促血管内皮细胞生长因子和抗血管内皮细胞生长因子同时存在，且保持相对平衡，这种平衡使得人体脉管可以正常地生成和分化。
人体血管内皮细胞表面分布着一定数量的VEGF受体，稱為VEGFR。血液中的VEGF与受体结合，从而激活胞内酪氨酸激酶，启动下游细胞信号级联，进而促使新脉管生长。

## 在肿瘤生长中的作用
肿瘤细胞的分裂生长需要大量养分，因而肿瘤部位会有大量不规则新血管生成。正常人体内促血管内皮细胞生长因子和抗血管内皮细胞生长因子数量相对平衡，在有肿瘤生长的情况下，多种致癌因素触发致使促血管内皮细胞生长因子的数量激增，远远超过抗血管内皮细胞生长因子的作用，以血管为主的脉管大量生长，为肿瘤提供了优越的生长环境。
VEGF在肿瘤细胞中的作用分为VEGF通路和免疫逃逸两个方面。

### VEGF通路
VEGF通路的作用主要为在保存现有血管的同时促进新血管生成，但在内皮细胞生长因子数量远多于抗血管内皮细胞生长因子的情形下，会导致血管异常。
VEGF通路的途径如下：
1. VEGF激增，促血管内皮细胞生长因子和抗血管内皮细胞生长因子数量失衡。
2. VEGF与受体结合，产生一系列细胞信号级联反应。
3. 新血管生长分化。
4. 促进肿瘤生长。

类似的VEGF通路在正常人体内也存在，其作用为促进血管等脉管生成与分化。不同在于，正常组织内促血管内皮细胞生长因子和抗血管内皮细胞生长因子数量是相对平衡的，由于抗血管内皮细胞生长因子的存在，这种促进作用是可控且正常的。但在肿瘤组织中，促血管内皮细胞生长因子数量远多于抗血管内皮细胞生长因子，VEGF通路则导致了血管生长失控，肿瘤组织内大量新血管生成。

### 免疫逃逸
VEGF干扰抑制树突细胞，阻断B细胞核和T细胞的抗原呈递，进而导致肿瘤产生免疫逃逸，妨碍机体正常的免疫作用，使残存肿瘤细胞不能被完全除掉。

## 相关药物
抑制VEGF的作用已成为治疗肿瘤的常用途径之一。
比如安维汀（英文名称：Avastin)就是此类药物。其作用原理为：安维汀的结构与VEGF受体相似，可与VEGF结合，进而与VEGF受体VEGFR竞争，减少并阻碍VEGF与其细胞表面受体结合，从而抑制VEGF的作用。